# Albi di PK²
Questo è l'elenco degli albi di PK², pubblicati dal 2001 al 2002 dalla The Walt Disney Company Italia.

## Elenco degli albi
| Nr.             | Titolo               | Data pubblicazione |
| --------------- | -------------------- | ------------------ |
| PK² #1          | Ducklair             | Febbraio 2001      |
| PK² #2          | Solo un po' di paura | Marzo 2001         |
| PK² #3          | La voce del buio     | Aprile 2001        |
| PK² #4          | Linee di memoria     | Maggio 2001        |
| PK² #5          | La fine della storia | Giugno 2001        |
| PK² #6          | Onde alpha           | Luglio 2001        |
| PK² #7          | Ancora un giorno     | Agosto 2001        |
| PK² Speciale 01 | Duckmall             | Agosto 2001        |
| PK² #8          | Soltanto un amico    | Settembre 2001     |
| PK² #9          | Gradi di separazione | Ottobre 2001       |
| PK² #10         | Altovolume           | Novembre 2001      |
| PK² #11         | Il peso dei ricordi  | Dicembre 2001      |
| PK² #12         | Blackout             | Gennaio 2002       |
| PK² #13         | Tutto e niente       | Febbraio 2002      |
| PK² #14         | L'ultima caccia      | Marzo 2002         |
| PK² #15         | Il vero nemico       | Aprile 2002        |
| PK² #16         | Capitano di ventura  | Maggio 2002        |
| PK² #17         | Nel fuoco            | Giugno 2002        |
| PK² #18         | Affari di famiglia   | Luglio 2002        |

## Ducklair
- Copertina: Claudio Sciarrone
- Soggetto e sceneggiatura: Francesco Artibani
- Disegni: Claudio Sciarrone
- Trama: Di ritorno da una ronda, Paperinik non riesce più ad accedere alla sua base segreta, nel centocinquantunesimo piano della Ducklair Tower. Viene invece attaccato dai dispositivi di difesa dell'edificio, ma il redivivo Everett Ducklair salva l'eroe mascherato: l'inventore-magnate afferma di essere tornato dall'eremo di Dhasam-Bul «per restare», annuncia di aver disattivato l'intelligenza artificiale Uno e infine informa Pk che non avrà più libero accesso alla torre. L'inventore offre a Pk una valigia piena di denaro contante come ricompensa per aver vegliato sulla Ducklair Tower, ma il supereroe rifiuta.

La mattina successiva Paperino si reca ad un colloquio di lavoro presso la compagnia di vigilanza Starcorp. Al ritorno a casa riceve un CD (con l'ultimo messaggio registrato di Uno, in cui rassicura l'eroe di aver cancellato ogni traccia della sua identità segreta) e la Pikar (inviatagli sotto forma di frigorifero).
Tornato alla torre per scoprire cosa si cela sotto il ritorno di Ducklair, Pk irrompe nel "Livello Delta", dal quale riesce a fuggire. Sospettando che abbia visto troppo, Ducklair dispone che gli venga cancellata la memoria. Quando il giorno dopo Paperino si reca presso il Duckmall Center per il suo primo giorno di prova, viene individuato da uno dei "verificatori" (i droidi di Ducklair incaricati di rimuovere la memoria di Pk). In seguito ad uno scontro molto duro, il droide danneggiato sfugge al controllo di Ducklair, che lo distrugge per mezzo dei propri poteri mentali. Mentre Ducklair si allontana intimando al papero di stargli alla larga, Paperino viene assunto immediatamente alla Starcorp per il coraggio e la prontezza dimostrate.

## Solo un po' di paura
- Copertina: Claudio Sciarrone, "Too Much"
- Soggetto: Francesco Artibani, Alessandro Sisti
- Sceneggiatura: Alessandro Sisti
- Disegni: Lorenzo Pastrovicchio
- Trama: Mentre una serie di furti al Duckmall Center fa raddoppiare i turni di sorveglianza, una misteriosa ragazza in apparente stato confusionale viene trovata da alcuni vagabondi nei sotterranei di Paperopoli. Nel frattempo, il giornalista Angus Fangus è determinato a scoprire qualcosa di più sull'improvviso ritorno di Everett Ducklair, ma viene ostacolato da Birgit Q, agguerrita collaboratrice di Ducklair. Pk è invece alla ricerca di un nascondiglio per la sua Pi-kar: casualmente finisce nei pressi della Century Ltd., fabbrica dismessa alla periferia della città, dove resta coinvolto in uno scontro con una banda di ladri di automobili, che cattura grazie all'aiuto di un misterioso individuo, che scompare però nel nulla.

Durante il suo turno di sorveglianza, Paperino affronta tre componenti della banda di ladri che imperversa al centro commerciale, ma, anziché catturarli, preferisce seguirli a distanza nei sotterranei della città. Viene allora scoperto da Profunda, una ragazza che gli condiziona la mente, facendogli credere che lei sia Everett Ducklair, che abbia scoperto la sua identità segreta, e che stia minacciando i suoi nipoti.
Travestito da Camera 9, Pk partecipa alla presentazione della nuova holding del Gruppo Ducklair, e interrompe quasi subito la conferenza stampa. Accusando Ducklair di essere Profunda, Pk estrae un risuonatore di panico, dispositivo che produce e rileva ondate di terrore, autoalimentandosi all'infinito, e che rischia di distruggere l'intera torre. Il papero viene però fermato dalla giornalista Lyla Lay, si libera dal condizionamento, e riesce a fuggire.

## La voce del buio
- Copertina: Claudio Sciarrone, "Too Much"
- Soggetto e sceneggiatura: Francesco Artibani
- Disegni: Claudio Sciarrone
- Trama: Nel "Livello Delta" della Ducklair Tower, Everett Ducklair si accinge ad estrarre da una capsula criogenica sua figlia Juniper, risvegliandola da un lungo letargo. Nel frattempo, Pk cerca di fare rifornimento di carburante per la sua PiKar presso i laboratori di ricerca aerospaziali Ducklair Universe. Lì nota una strana colonna di camion guidati dalla perfida Birgit Q e diretti alla residenza privata di Ducklair. Proprio nell'enorme parco interno della villa, il magnate sta facendo costruire una strana struttura per portare a termine l'«Operazione Profunda».

Il giorno dopo, Paperino è impegnato in un turno di lavoro al Duckmall Center. Assieme alla collega Tempest Gale, viene sequestrato da Hobey, uno dei vagabondi sottoposti a condizionamento mentale da Profunda. Mentre questa nei sotterranei di Paperopoli incita i propri seguaci a prendere le armi, Pk negozia la liberazione degli ostaggi con Hobey, che gli spiega che Profunda vuole incontrarlo per sconfiggere Everett Ducklair. Dopo uno scontro con il vagabondo, Pk si mette in contatto con l'affascinante Lyla Lay, chiedendole aiuto.
Nel frattempo terminano i lavori alla Ducklair Manor, mentre la misteriosa "Profunda" e la sua banda arrivano nei pressi della Ducklair Tower per intercettare il furgone blindato che dovrebbe condurre la giovane Juniper alla villa. Nonostante l'intervento di Pk, Ducklair riesce comunque a portare a casa la figlia, e portare a termine l'operazione: Profunda recupera la memoria, e scopre di essere Korinna Ducklair, l'altra figlia di Everett. I due ingaggiano un duro e violento scontro mentale, interrotto da un maldestro intervento di Pk. La ragazza scappa, liberando i suoi seguaci dal condizionamento, compreso Hobey. Tornato al Duckmall, Paperino riceve i complimenti dai colleghi per il coraggio dimostrato durante il sequestro.

## Linee di memoria
- Copertina: Claudio Sciarrone, "Too Much"
- Soggetto e sceneggiatura: Gianfranco Cordara
- Disegni: Lorenzo Pastrovicchio
- Trama: Mentre un collaboratore di Everett Ducklair, Anymore Boring, è impegnato a coordinare le installazioni di strani ripetitori targati Ducklair in tutta Paperopoli, alcun normali cittadini cadono preda di improvvisi ed immotivati atti di violenza. Grazie all'archivio del professor Hired Squarie, docente di Sociologia delle leggende metropolitane presso l'Università di Paperopoli, Pk individua un collegamento tra le vittime: tutte hanno lavorato per Ducklair. Accanto a queste indagini, Pk è inoltre impegnato a cercare un nascondiglio adeguato, mentre nei panni di Paperino deve aiutare il povero collega Rupert a scegliere un regalo adeguato per Stella, commessa per cui ha un'infatuazione.

All'ennesimo episodio di follia, l'emergenza viene risolta congiuntamente da PK e da una squadra della Ducklair Enterprise guidata dalla perfida Birgit Q, che preleva la vittima per portarla in un luogo segreto. Sul posto accorre Squarie, che rivela a Pk la causa scatenante degli attacchi di follia: ai soggetti coinvolti è stato impiantato un chip, creato da Ducklair, in grado di indurle a commettere una particolare sequenza di ordini. Pk irrompe furiosamente alla Ducklair Tower, pretendendo spiegazioni da Q, che gli rivela che Ducklair creò effettivamente un chip (prima del suo esilio volontario a Dhasam-Bul) in grado di trasformare una persona qualunque in un potenziale terrorista perfetto.
Stando ai suoi vecchi appunti, l'ultima delle cavie sarebbe proprio il professore. Intento a far esplodere il suo ateneo, Pk e Birgit lo neutralizzano. Tornata alla Ducklair però, Everett informa la sua assistente che la sua era solo «una piccola tessera» del mosaico, «parte di un piano più grande», e un diversivo per distrarre Pk dall'installazione dei ripetitori.

## La fine della storia
- Copertina: Claudio Sciarrone, Greta Crippa, Fiorenza Gallazzi (lettering).
- Soggetto e sceneggiatura: Gianfranco Cordara
- Disegni: Stefano Turconi
- Trama: Uno spietato e pericoloso criminale, Tyrrel Duckard, fugge dal carcere di estrema di sicurezza di Isaksson. Rintracciato dagli agenti della PBI all'interno di un aeroporto, evitare di essere catturato in maniera decisamente troppo spettacolare per un essere umano. Intanto, mentre Angus Fangus scopre che la collega Lyla Lay è stata nominata capo ufficio stampa della Ducklair Enterprise, il magnate cerca di parlare alla figlia Juniper, che però non vuole ascoltarlo.

Lyla e Tyrrel si incontrano per strada: in realtà i due sono fidanzati, anche lui tempoliziotto che, sulle tracce di un cronocriminale, aveva finto di essere un delinquente per essere rinchiuso con lui in carcere e stanarlo, ma a causa del fenomeno della microcontrazione non aveva più potuto fare ritorno a Time Ø per un anno intero. Duckard decide di irrompere nei sotterranei della Ducklair Enterprise, luogo dove reperire la tecnologia necessaria per costruire una macchina in grado di riportare lui e Lyla a Time Ø. Lyla accetta, ma solo perché sa che lui non accetterebbe una risposta negativa.
Sulle tracce dell'evaso, Paperinik ha un diverbio con l'agente PBI Malice Sturling, recupera comunque le videoregistrazioni della sparatoria all'aeroporto, dalle quali comprende che il ricercato non può essere un essere umano. Mentre l'amico di Paperino, Rupert, riesce finalmente a uscire con l'amata Stella, sotto il costume Pk segue gli spostamenti di Lyla. La droide accompagna Tyrrel al nascondiglio di Pk, la Century, spacciandola per un luogo deserto da anni. Quando scopre che il vero obiettivo di Duckard è invece quello di distruggere il continuum spazio-temporale, Lyla si ribella e nello scontro che segue, finisce col distruggere il dispositivo creato da Duckard, togliendogli la possibilità di attuare il suo piano.

## Onde alpha
- Copertina: Claudio Sciarrone, Greta Crippa
- Soggetto e sceneggiatura: Alessandro Sisti
- Disegni: Marco Gervasio
- Trama: Novanta milioni di anni fa, nel mezzo di una guerra tra extraterrestri svolta sulla Terra, il popolo degli Q'Zwokk conquista il pianeta, mentre viene nascosto un condizionatore mentale. Nel presente, Anymore Boring, vice di Everett Ducklair, supervisiona il montaggio di alcuni strani ripetitori davanti al Duckmall Center. La notte, Pk investiga, ma viene attaccato da una squadra di Ricognitori; l'addetto alla sicurezza Rupert Potomac, presente all'attacco, si allontana in stato confusionale.

Intanto, mentre Juniper convince il padre ad uscire, Pk trasloca alla fabbrica abbandonata Century, e durante uno spostamento viene attaccato da un mostro che lo ha scambia per uno Q'Zwokk. L'alieno fugge, mentre Juniper rivela al padre di essere innamorata di Pk. Al ritorno alla Century, Pk trova Lyo che gli intima di andarsene. In seguito Tempest rivela a Paperino di aver visto Rupert uscire dalla buca con in mano le armi dell'avversario di Pk, e l'eroe indaga sotto le antenne, venendo attaccato da Rupert. Dopo essere arrivato nel sotterraneo, Pk scopre la storia dell'invasione degli Q'Zwokk e distrugge il condizionatore mentale.
Al ritorno in superficie, salva Juniper dalla caduta dell'antenna, e come ringraziamento Everett decide allora di puntarsi addosso il mnemocancellatore per cancellare il ricordo dell'identità segreta di Pk. Tornato alla Century per riprendersi la sua roba, Pk si accorge che Lyo gli ha allestito una sala come nuovo rifugio segreto.

## Ancora un giorno
- Copertina: Claudio Sciarrone, Greta Crippa, Fiorenza Gallazzi.
- Soggetto e sceneggiatura: Augusto Macchetto e Alessandro Sisti
- Disegni: Sergio Cabella, Gianni Gatti
- Trama: Dopo il condizionamento mentale della misteriosa Profunda, l'arresto e il rilascio, il vagabondo Hobey Robson è diventato debolmente telepatico e riesce a leggere i pensieri dei paperopolesi grazie alla "ragnatela mistica" installata da Everett Ducklair. Hobey, un creativo poi licenziato e finito senzatetto, sfrutta questa facoltà per fini personali. Paperinik intanto prosegue le indagini sulle antenne, e Lyo inizia ad andare più d'accordo con lui, rivelandogli che negli anni cinquanta era stato l'assistente del supereroe "Astrongman, l'Invitto" (detto anche "Astrongman, il Custode"). Come Paperino invece ha dei dissapori col collega Mortimer Bloom, e l'amico Rupert fraintende l'atteggiamento di Stella Nice nei suoi confronti, istigato dall'arrogante Fitzroy. Nel frattempo Everett pianifica una campagna pubblicitaria che rassicuri i consumatori, i fornitori e gli azionisti riguardo alla Ducklair Enterprise, la cui immagine appare incrinata dai servizi giornalistici di Angus Fangus. A Lyla viene affidata inoltre la cura di Juniper.

Hobey, giunto in possesso di informazioni riservate sul conto del governatore, le sfrutta per ricattarlo, mentre Angus fomenta la rabbia popolare contro le antenne installate da Ducklair nel corso di uno dei suoi servizi, in cui ipotizza che servano per far esplodere gli edifici su cui sono collocate, grazie ad un sistema di microcariche. Pikappa inizia ad attaccare le antenne, neutralizzando i sistemi difensivi grazie ad una calotta protettiva "anti-psik" appartenuta ad Astrongman, mentre Fangus perde il controllo sulla protesta popolare da lui guidata. Hobey, percependo l'odio della gente nei confronti della ragnatela mistica, interviene per difenderla, riattivando i sistemi difensivi che Everett aveva messo in stand-by per evitare che i cittadini ne fossero colpiti. Inizia così un combattimento tra Pikappa e i droni difensivi, comandati da Hobey, finché Ducklair non distrugge completamente le installazioni, giustificandosi con: "Quando qualcosa spaventa la gente, la miglior politica è eliminarlo". In realtà, come spiega lo stesso Everett ad Anymore, il cablaggio delle antenne è ancora intatto e la ragnatela è quindi ancora funzionante, ma l'importante era placare la popolazione.

## Duckmall
- Copertina: Claudio Sciarrone, Greta Crippa, Fiorenza Gallazzi.
- Soggetto e sceneggiatura: Augusto Macchetto e Alessandro Sisti.
- Trama: Duckmall è composta da una parte iniziale, che introduce le mini-storie dello speciale, e di un epilogo, entrambi raccontati dallo "spirito" del Duckmall Center.

### Io, Robyonte
- Soggetto e sceneggiatura: Augusto Macchetto
- Matite e chine: Lorenzo Pastrovicchio
- Trama: Dopo troppe ronde notturne e troppo sonno arretrato, a Paperino capita di addormentarsi sul posto di lavoro. Il caporeparto sta per chiamare Bloom quando entra il miliardario J.F. Ubergrossmayer che vuole regalare al figlio "qualcosa che non abbia ancora"; il caporeparto gli illustra il robyonte, che fa tutto: parla, salta, balla, ma ha un difetto di fabbricazione, crede di essere vero. Dopo che il miliardario ha accettato di comprarlo, il caporeparto mette Paperino su un carrello e lo porta alla cassa. Inizialmente Paperino cerca di andarsene e di convincere il miliardario di essere vero ma, dopo una minaccia della guardia del corpo, si arrende. Arrivato a casa di Ubergrossmayer, Paperino ne combina di tutti i colori: devasta la casa, fa piangere più volte il bambino, fa licenziare il cuoco e intasa la vasca idromassaggio. Esasperato, il miliardario lo riporta al negozio dove Paperino ed il caporeparto ci ridono su.

### Nei panni sbagliati
- Soggetto e sceneggiatura: Davide Catenacci e Stefano Petruccelli
- Matite e chine: Marco Gervasio
- Trama: Le divise della squadra di sorveglianza si sono ristrette a causa di un errato programma di lavaggio, allora Bloom, Tempest e Fitzroy decidono di fare il loro turno in borghese. Durante una ronda vedono un taccheggiatore e si mettono ad inseguirlo ma vengono fermati più volte da dei clienti che li credono una banda di teppisti, facendo sempre fuggire il taccheggiatore. Infuriato, Bloom telefona alla ditta che doveva recapitargli le uniformi, ma il titolare inventa scuse poco credibili (del tipo "il negozio è allagato" o "le uniformi sono state prese dai marziani"). Il giorno dopo vengono recapitate al Duckmall dei costumi da animali. L'unica consolazione per la squadra è che il negozio che doveva vendere le uniformi si è allagato davvero ed i marziani lo hanno depredato.

### Il piatto del giorno
- Soggetto e sceneggiatura: Francesco Artibani
- Matite e chine: Lorenzo Pastrovicchio
- Trama: Mike Morrighan ed Angus Fangus stanno litigando su chi sia il miglior giornalista dei due e tirano in mezzo anche Lyla, la quale propone una gara; vincerà chi porterà una notizia scoop in redazione in tempo per l'edizione serale. Cercando di avere l'ispirazione, Angus si reca al Duckmall e Morrighan, pensando che voglia giocare sporco, lo segue e quando Angus parcheggia, gli dà un po' di distanza, parcheggiando in curva. Angus si ferma a mangiare ad un fast food, il suo panino, però, è senza sottaceti perché il camion che forniva il negozio era bloccato nel parcheggio. Il direttore manda i cuochi a scaricare il camion e si mette ai fornelli ma, cercando di friggere delle patate, combina un disastro. Angus si arrabbia ed incita gli altri clienti alla ribellione ma poi si accorge di aver già trovato la notizia. Morrighan lo ferma e lo accusa di aver imbrogliato ma Angus fa finta di niente. Tornato nel parcheggio, Morrighan si accorge che era stata proprio la sua macchina ad aver bloccato il camion di sottaceti.

### Qualcosa che manca
- Soggetto e sceneggiatura: Bruno Enna
- Matite e chine: Claudio Sciarrone
- Trama: Lyla ha una crisi di identità, si sente in trappola in questo secolo e non riesce ad avere un contatto col mondo. Cerca di trovare qualcosa che la appassioni, come un libro, al Duckmall Center ma l'ipocrisia dei negozianti la disgusta. Poco dopo si imbatte in Ronald, un bambino teppista che vuole far sbavare i cuccioli facendogli vedere un biscotto ma non dandoglielo, Lyla lo fa "stare calmo" facendogli vedere il suo vero volto bionico e il bambino, sotto shock, si calma e va dalla mamma molto affettuosamente con grande incredulità da parte dei genitori. Lyla decide così di comprarsi un cane meccanico, passeggiando con lui al parco, si imbatte in un ragazzo che apprezza il cucciolo metallico e lei fa amicizia con sua madre.

### Circuito... chiuso
- Soggetto e sceneggiatura: Gaja Arrighini
- Matite e chine: Silvia Ziche
- Trama: Attraverso le telecamere del Duckmall, due "voci fuori campo" osservano Rupert mentre corteggia Stella. Rupert, però, viene interrotto prima da un taccheggiatore, poi dal direttore di Stella. Le voci, cotte per Rupert, decidono infine di farsi vedere. Si scopre così che sono due colleghe di Rupert che lo invitano fuori di fronte a Stella, che reagisce e inizia a litigare con le due sorveglianti.

### Un gioco da ragazzi
- Soggetto e sceneggiatura: Stefano Ambrosio
- Matite e chine: Roberta Mihghelli
- Trama: Everett Ducklair ed il suo vice, Anymore Boring, stanno partendo per un viaggio d'affari verso un emirato ma hanno dimenticato un pupazzo Waldo da regalare al figlio dell'emiro, così decidono di fare un salto al Duckmall. Lì notano che, a causa dei lavori di rifacimento dell'impianto di filodiffusione, i clienti sono irritati, così Everett decide di controllare il lavoro degli operai. Questi, irritati gli dicono che se è tanto bravo può farseli da soli ed Everett, in pochi minuti, ripara l'impianto mettendo una musica di sottofondo che invoglia i clienti ad acquistare. Arrivati nel reparto dove si vendono i pupazzi Waldo, Everett nota che ce n'è rimasto solo uno e che sta per essere preso da un ragazzo che, all'improvviso, desiste dall'acquisto. Sorpreso, Anymore chiede spiegazioni ad Everett, che gli risponde di aver imparato in tanti anni che è meglio dotare le invenzioni di un telecomando per poterle spegnere.

### Kid's corner
- Soggetto e sceneggiatura: Gianfranco Cordara
- Matite e chine: Corrado Mastantuono
- Trama: Nell'angolo dei bambini, un bambino di nome Henry, vestito da Pikappa, cerca di salire sullo scivolo ma viene sempre bloccato da due bulli. Paperino interviene e manda a casa i due bulli, dicendo al bambino che "anche gli eroi, ogni tanto, hanno bisogno di una mano". Poco dopo il Duckmall viene attaccato da una supercriminale che ha il potere delle fiamme. Pk sembra avere la peggio ma arriva Henry che la colpisce con una pistola ad acqua, distraendola quanto basta a Pk per rompere il vetro dell'acquario sopra di lei e sconfiggerla. Poi, Pk rimprovera il bambino di aver fatto una cosa molto pericolosa e questo gli risponde dicendogli che "anche gli eroi, ogni tanto, hanno bisogno di una mano".

## Soltanto un amico
- Copertina: Claudio Sciarrone, Greta Crippa
- Soggetto e sceneggiatura: Stefano Ambrosio
- Disegni: Ettore Gula.
- Trama: Stella Nice si comporta in modo strano da un po' di giorni è triste e sembra avere la testa da un'altra parte. Rupert è in pena per lei, ma non ha il coraggio di andarle a chiederle come sta, quindi ci va Paperino. Mentre Paperino sta consolando la dolce Stella, Fitzroy fa insospettire Rupert su una possibile relazione tra Paperino e Stella.

Intanto il detective Joshua Spader e la recluta O'Hara stanno indagando su una guerra tra bande, i Rats ed i Raven. Durante la pausa pranzo vengono raggiunti da una chiamata della centrale che li informa che i Rats stanno assaltando un furgone blindato. Quando arrivano sul posto, però, i Rats sono già in fuga, ma riescono a catturarne uno, cui hanno sparato alle gomme. Con uno stratagemma riescono a fargli confessare i piani dei Rats, la sera stessa avrebbero comprato un nuovo cannone sonico. La scientifica spiega al detective Spader che il chip militare contenuto nell'arma dell'arrestato era stato prodotto dalla Ducklair Electronics, di proprietà di Everett Ducklair. La discussione viene sentita da Angus Fangus, che, non si sa per quale motivo, si trovava alla centrale di polizia e coglie l'occasione per infamare Everett.
Quella notte, il detective Spader si apposta vicino al luogo dell'incontro ma, mentre sta per avere luogo lo scambio, intervengono Pk e i Raven, facendo saltare l'appostamento, Pk riesce ad ottenere il telefono col quale uno dei Raven chiamava il suo capo e rintraccia la chiamata che risulta provenire da casa di Stella. Paperino decide di prendere un giorno di permesso per indagare meglio.
Intanto Lucas, l'ex fidanzato di Stella e capo dei Raven, la obbliga a prendere un giorno di permesso per fargli una commissione ma Stella, al ritorno a casa, trova Pk al quale spiega, piangendo, tutta la situazione.
Nel mentre, Fitzroy fa notare a Rupert che sia Stella che Paperino hanno preso un giorno libero, e Rupert decide di fare visita a Stella per fugare i suoi dubbi su Paperino, ma, arrivato a casa di Stella, vede la sua sagoma e quella di Pk, che scambia per Paperino, abbracciate. Infuriato, sta per fare irruzione quando Pk, che aveva convinto Stella ad andare per un po' di tempo da Tempest esce dalla finestra, lasciando a bocca aperta Rupert, che aveva dubitato del suo migliore amico. Mentre Rupert si chiarisce con Stella, i due vengono attaccati da una squadriglia di Rats, che vogliono prendere in ostaggio Stella per ricattare Lucas, ma vengono messi in fuga da Rupert.
Intanto Everett, per difendersi dalle accuse di Fangus, cerca di incolpare Pk dell'accaduto ma Lyla Lay, la sua addetta stampa, si rifiuta di pubblicare queste accuse e si dimette, tornando a Channel 00, stavolta come caporedattore.
Lucas organizza un incontro con i Rats, cercando di imbrogliarli ma Pk rovina a tutto. Durante la sparatoria che inizia dopo il suo intervento, Pk riesce a colpire e ad impacchettare i vari criminali consegnandoli alla polizia.
Anymore Boring e Birgit Q, i due collaboratori di Everett, perennemente in lotta tra di loro, riescono a trovare il truffatore che vendeva i microchip destinati all'esercito alle bande criminali, dimostrando la loro totale estraneità e lasciando di stucco Angus Fangus.

## Gradi di separazione
- Copertina: Claudio Sciarrone, Luana Ballerani
- Soggetto e sceneggiatura: Davide Catenacci
- Disegni: Graziano Barbaro
- Trama: Una sonda proveniente dal pianeta Corona giunge in Antartide e viene rinvenuta da tre ricercatori della Ducklair Enterprise. Il loro capo, Argale Cardaxis, avverte Everett a Paperopoli, e quest'ultimo decide di organizzare una spedizione, coinvolgendo due cronisti di 00 Channel, Lyla Lay ed Angus Fangus.

Nonostante il divieto ricevuto, Cardaxis analizza ugualmente la sonda, provocando un crollo ad Everett. Sua figlia, rimasta in città, prega Paperinik di recarsi dal padre per assicurarsi della sua salute. Nel frattempo, Cardaxis fa reagire le unità cellulari ricavate dalla sonda con del ghiaccio, generando un mostro che, sorpreso dall'arrivo della Pi-kar, finisce col crollare sul ricercatore. Cardaxis viene salvato da Lyla, ma fugge ancora, convincendo Fangus a seguirlo e rinchiudendosi all'interno della base. Mentre Pikappa, Lyla, Fangus ed Everett lo raggiungono, il mostro irrompe, costringendo Cardaxis alla fuga su una motoslitta. Ducklair riesce a fermarlo, e neutralizza il mostro.
Everett propone a Fangus di concedergli un'intervista esclusiva in diretta, senza che possa conoscere in anticipo le domande, se quest'ultimo distruggerà ciò che ha filmato durante la spedizione, e il giornalista accetta. Su Corona intanto si progetta di inviare un'altra sonda in cerca di Ducklair.

## Altovolume
- Copertina: Claudio Sciarrone, Andrea Cagol
- Soggetto e sceneggiatura: Riccardo Secchi
- Disegni: Emilio Urbano
- Trama: Mentre Everett incarica Birgit Q di recuperare dei chip della Ducklair Electronics dispersi, sta per avere luogo il processo a Fergus, assistito dal misterioso avvocato Brian Grafton. Paperino, dando un passaggio a Tempest, scopre che l'amica suona in una band, gli Impact, e assiste alle prove, ma ne resta traumatizzato, e gli effetti permangono anche durante la notte quando, nei panni di Pikappa, pattuglia la città. Pikappa si imbatte in un gruppo di minidroidi tecnologicamente avanzati che, dopo un duro scontro, fuggono misteriosamente.

Il mattino successivo, mentre il detective Joshua Spader e la recluta O'Hara indagano sull'accaduto, Pikappa e Lyo analizzano le riprese effettuate dallo scudo, cercando di capire cosa siano i droidi che il papero mascherato ha affrontato; Paperinik ne approfitta per chiedere all'anziano custode un favore, e questi, dopo una lunga discussione, acconsente.
Quella sera, lo spietato e corrotto avvocato Brian Grafton si reca allo studio dell'eclettico tecno-artista Ray Gomi, che ha realizzato dietro suo ordine i minidroidi usando materiali di scarto di apparecchiature elettroniche. I droidi sono cinquecento, ma di questi solo pochi sono già stati equipaggiati con il chip della Ducklair e sono funzionanti. Ray si rifiuta di continuare a collaborare con Grafton, ma questi lo ricatta ricordandogli che ha dei precedenti penali e con le sue conoscenze può farlo arrestare quando vuole; Ray, allora, nasconde i restanti chip nell'expander che Danny gli ha portato da riparare.
Paperino mostra agli Impact un grande capannone abbandonato della Century, che possono utilizzare per tenere il loro concerto, quindi avverte Lyla, la quale promette di inviare qualcuno a coprire l'evento.
Non appena scende la notte su Paperopoli, i minidroidi di Grafton entrano in azione, questa volta presso una banca. Paperinik interviene e li affronta, riuscendo a ottenere risultati migliori dello scontro precedente grazie ai "laser gamma in modalità prismatica" dello Scudo Extransformer. Mentre la polizia raggiunge la scena del delitto, i droidi fuggono, ma il papero mascherato ha il tempo di lanciare loro addosso delle cimici a sensibilità sonica per rintracciarli. Scoperto dove si trovano i minidroidi, Pikappa sopraggiunge, e vi trova anche la squadra del detective Spader, così i due decidono di collaborare e fanno irruzione nello studio di Ray Gomi, che trovano legato e imbavagliato. L'artista confessa il piano di Grafton e spiega di aver nascosto i chip della Ducklair nell'expander, cosa che è stato costretto a rivelare all'avvocato. Il papero mascherato e il detective si recano immediatamente alla Century.
Intanto, in diretta su 00 Channel, sta per iniziare l'intervista a Everett Ducklair, il quale legge nel pensiero di Fangus le domande e anticipa le risposte, snervando il giornalista, che abbandona la diretta seccato. Per ovviare al buco così creatosi, Lyla è costretta a sostituire il programma con il concerto alla Century di Geena.
Nella vecchia fabbrica ha inizio il concerto, ma i minidroidi lo interrompono per riprendersi l'expander contenente i chip. Pikappa li affronta, ma è in difficoltà a causa della superiorità numerica degli avversari, e proprio quando non ha più energia nell'extransformer per difendersi Spader trova Grafton tra la folla e lo arresta, fermando i minidroidi. In quel momento sopraggiunge Birgit Q, che ordina al detective di consegnarle i chip e occultare la faccenda per evitare ripercussioni sulla Ducklair Enterprise, ma Spader ribatte: "Non prendo ordini né da Ducklair né dai suoi galoppini!".
Nonostante il fallimento della top manager e la conseguente rabbia di Ducklair, tutto sembra essersi risolto per il meglio... a parte il fatto che Pikappa dovrà giustificare con Lyo i danni alla Century.

## Il peso dei ricordi
- Copertina: Claudio Sciarrone (disegno), Fiorenza Gallazzi (lettering).
- Testi: Davide Catenacci, Gianfranco Cordara
- Disegni: Claudio Sciarrone
- Trama: Angus Fangus si è recato a Goose Beach insieme a Paperino, la cui presenza è stata richiesta da Lyla, per ricostruire l'infanzia e l'adolescenza del magnate Everett Ducklair intervistando i suoi genitori adottivi e gli altri abitanti del paesino, e con il materiale ottenuto ha creato un documentario intitolato "Il peso dei ricordi". Quello che Paperino ignora è che laggiù vive anche, in incognito, Korinna Ducklair, la giovane figlia di Everett Ducklair, la quale è intenzionata a scoprire perché due estranei siano in cerca di informazioni su suo padre.

Paperino, nei panni di Pikappa, raggiunge Korinna, che non l'ha riconosciuto, e cerca di parlarle, sperando di poter contare sul suo aiuto per scoprire i piani di Ducklair, ma la ragazza gli lancia contro un incubo in cui Angus scopre la sua identità segreta, e il papero mascherato si ritrova su un molo a urlare: "Rivoglio il mio volto!", prima di accorgersi che è tutta un'illusione.
Più tardi, Korinna condiziona mentalmente gli abitanti di Goose Beach, e li obbliga a rapire Fangus e Pikappa. Questi riesce a sfuggirgli, causando l'ira della ragazza, che ordina loro di gettarsi in mare.
Il papero mascherato li trattiene con il campo di forza dello scudo, ma ciò si rivela solo un diversivo di Korinna, che si tuffa nell'oceano sfidando le correnti; Pikappa imposta il modulo subacqueo dello scudo e la segue, finché entrambi non si ritrovano in un'enorme astronave, dapprima scambiata da Paperinik per un sottomarino.
Allora la ragazza gli spiega che lei e sua sorella provengono dal pianeta Corona, e sono state rapite dal padre quando erano ancora bambine, venendo separate dalla madre e ibernate in due celle criogeniche. Ma, a causa di un guasto, il tempo per loro era trascorso e si erano risvegliate già adulte, private della loro infanzia, e che per questo lui doveva aiutarle a vendicarsi su Everett.
Terminata la spiegazione, un'enorme massa d'acqua penetra nell'astronave, sommergendo Pikappa e Korinna; quest'ultima, attivando la configurazione subacquea dello scudo, salva la vita al papero mascherato, che si ritrova su una spiaggia, insieme ad Angus, in pigiama; Pikappa lo riporta nella sua stanza, lasciandogli credere che si sia trattato solo di un incubo.
La storia è intervallata da una serie di flashback che mostrano la vita del giovane Everett, trovato sulla spiaggia di Goose Beach da un pescatore, solo e senza alcun ricordo, con i suoi genitori adottivi, Anchor ed Evinda McGregor, nel loro negozio di elettronica, dove rivela un talento insospettato per la tecnologia, fino al giorno di un terribile incidente nel corso del quale, per salvare il pescatore a cui doveva la vita, si ritrova sull'astronave con la quale era giunto sulla Terra e ricorda il suo passato, vedendo con orrore e sgomento che le figlie Juniper e Korinna erano cresciute.

## Blackout
- Copertina: Emilio Urbano, Andrea Cagol
- Soggetto e sceneggiatura: Francesco Artibani
- Disegni: Roberta Migheli
- Trama: Paperino e Mortimer Bloom affrontano un taccheggiatore al Duckmall Center, e lo scontro fa capire al comandante della Starcorp di non essere più agile e in forma come un tempo, così annuncia che dopo sei mesi andrà in pensione, scegliendo il suo sostituto tra i membri della squadra.

Nel frattempo, alla sede della Ducklair Infotronics, Everett Ducklair sta annunciando il Progetto Life, che prevede il reinserimento professionale di alcuni ex-criminali particolarmente dotati nell'ambito delle tecnologie, guidato da sua figlia Juniper. Intanto, sua sorella Korinna è in viaggio per raggiungere Paperopoli da Goose Beach (vedi PK² 11).
Juniper si accorge delle potenzialità di Trentor Cormack, ex dipendente delle industrie Ducklair poi arrestato per spionaggio industriale e hackeraggio, e lo condiziona mentalmente, offrendogli la possibilità di vendicarsi nei confronti di Anymore Boring, che l'aveva fatto scoprire. Cormack progetta un apparecchio detto "Trentormatic", che gli permette di duplicare e scomporre il proprio corpo, trasformandosi in un impulso elettrico che, viaggiando attraverso le linee elettriche e telefoniche, può attaccare i sistemi di sicurezza delle imprese Ducklair, provocando ingenti danni. A causa di questo, iniziano a verificarsi gravi incidenti a diverse imprese legate alla Ducklair Enterprise, ma il miliardario coroniano non sospetta che ci sia sua figlia dietro tutto questo.
L'indomani, Juniper raggiunge Cormack presso la Ducklair Infotronics, ma il suo controllo mentale sull'uomo inizia ad indebolirsi e lei è costretta a condizionarlo di nuovo, ma ciò avviene mentre lui è collegato alla Trentormatic e il suo impulso elettrico si libera dell'ipnosi, iniziando ad agire con volontà propria e costringendo la ragazza ad obbedire ai suoi ordini.
Trentor s'intromette nei sistemi di sicurezza di varie infrastrutture ed aziende, portando Paperopoli in una grave situazione di emergenza, che costringe la PBI ad intervenire.
Juniper contatta Paperinik, chiedendogli di aiutarla a risolvere il problema da lei stessa creato, ma non appena Pikappa si collega alla Trentormatic e raggiunge Trentor Cormack, questi lo attacca e riesce a sconfiggerlo senza problemi, dopodiché ordina a Juniper di trasferirlo nel corpo di Paperinik, che intende usare per ottenere la sua vendetta su Anymore.
La ragazza tenta di riprendere il controllo sulla mente di Cormack, ma invano.
Nel mentre, sua sorella è a bordo di un treno, e fa conoscenza con una ragazza dolce e ingenua di nome Judith Taylor, diretta a Paperopoli per diventare istitutrice presso la ricca famiglia Fletcher. Korinna rimane colpita dal fatto che nessuno conosca Judith e decide di impadronirsi della sua identità, utilizzando i propri poteri psichici per cancellarle la memoria.
Intanto, alla Ducklair Tower, Everett e la squadra Pbi comandata da Malice Sturling sono al lavoro per rintracciare la causa degli incidenti, e grazie ad una delle invenzioni del miliardario coroniano riescono ad individuare un impulso anomalo e lo attaccano.
Nel cyberspazio, Pikappa si ritrova a dover affrontare il programma di protezione lanciato da Ducklair.
Juniper, accorgendosi del pericolo corso dal papero mascherato, gli invia una versione digitale dello scudo Extransformer, che Pikappa utilizza per distruggere il programma della Ducklair.
A causa del fallimento, Malice Sturling ordina di isolare le linee elettriche e telefoniche di tutta Paperopoli, causando un black-out generale; ciononostante le apparecchiature della Ducklair Tower rimangono attive, perché connesse alla fonte di energia dalla quale si alimentavano anche Uno e Due.
Il black-out costringe Pikappa a tornare nella realtà, e si ritrova nel corpo di Cormack Trentor. Juniper gli spiega la situazione e il papero mascherato parte insieme a lei per tentare di rintracciare Cormack e riprendersi il proprio corpo.
Arrivato alla Century, viene aggredito da Lyo, ma riesce a convincerlo di essere Pikappa e grazie al richiamo a distanza della Pi-kar scopre la posizione di Trentor. I due si affrontano nell'atrio della Ducklair Tower, e Pikappa è in svantaggio, quando l'intervento degli agenti Pbi li obbliga a continuare lo scontro a bordo della Pi-kar. Alla fine Paperinik riesce a far schiantare l'auto contro dei cassonetti, e ritorna alla Ducklair Infotronics, dove Juniper riporta i due nei loro corpi originari e cancella la memoria di Cormack.

## Tutto e niente
- Copertina: Emilio Urbano, Federico Bertolucci
- Soggetto e sceneggiatura: Tito Faraci
- Disegni: Lorenzo Pastrovicchio
- Trama: Paperinik sta affrontando il feroce Morgoth, un alieno-criminale simile ad un dinosauro, dotato di un'arma in metallo mutaforma, ma si accorge di essere spesso confuso e assente, anche nei momenti meno opportuni. Approfittando di ciò Morgoth lo fa cadere dal palazzo su cui stanno lottando e lo scudo Extransformer gli sfugge di mano, iniziando a precipitare nel vuoto. Nonostante il panico, al papero mascherato torna in mente un episodio accadutogli quel mattino al Duckmall: si era recato al fast food per fare colazione, e aveva incontrato uno strano individuo che gli aveva consigliato di comprare due pacchetti di patatine anziché uno, per poi scomparire misteriosamente. Fortunatamente, lo scudo rimbalza su una trave metallica, permettendo a Pikappa di riafferrarlo e di salvarsi, così lo scontro con Morgoth continua, fino all'intervento della polizia. Stremato dal combattimento, il papero mascherato si ritira.

In quel momento, in un bunker recintato alla periferia di Paperopoli, su uno schermo vengono mostrate le analisi della lotta tra Pikappa e Morgoth, e il confronto tra le due identità del papero mascherato.
L'indomani, Paperino cerca di parlare del suo problema a Rupert, ma l'amico non sembra capirlo, e questo gli fa riaffiorare alcuni interrogativi: "C'è realmente un mondo, oltre a me? E se, invece, tutto esistesse solo nella mia mente? Se davvero sparisse ogni cosa quando io chiudo gli occhi?". Tuttavia, Paperino non dà peso a queste domande e si appisola su una delle vetture esposte al Duckmall, sognando le numerose macchine che ha distrutto nei panni di Pikappa, finché Mortimer Bloom non lo sveglia.
Quella sera, alla Century, chiede a Lyo perché lui e Morgoth stiano combattendo, ma riesce a ottenere solo una risposta vaga e retorica; nel frattempo, alla Ducklair Tower, Everett sembra inquieto a causa dell'assenza di Pikappa. Lyo presta a Pikappa un esoscheletro d'acciaio, molto pesante e antiquato, appartenuto ad Astrongman. Il papero mascherato lo utilizza per affrontare Morgoth, e riesce a vincere, stringendo il criminale nell'esoscheletro e lasciandolo partire verso il cielo, dove s'incendia come un fuoco d'artificio.
Il giorno successivo, Paperino va a fare la spesa e si ricorda del suggerimento dello sconosciuto; cerca di comprare due pacchetti di "Waldo Chips", ma un uomo grasso e corpulento gliene lascia solo uno. Passeggiando in un parco nel tentativo di calmarsi e di riflettere su quello che gli sta succedendo, Paperino si accorge di avere già incontrato il gelataio che ha di fronte per ben tre volte negli ultimi tre giorni, così cerca di parlargli, ma questi sembra svanito. Tornato a casa, sottrae dagli zainetti di due dei nipotini due pacchetti di Waldo Chips e le osserva attentamente, scoprendo che ogni patatina ha un suo doppio esattamente uguale nell'altro pacchetto. In quel momento, appare lo sconosciuto, che gli spiega di essere un virus e che qualcuno ha creato una realtà virtuale dove lui è prigioniero e che per uscirne deve spezzare la routine, parlando in modo allusivo e indiretto.
Così, quella sera, quando Morgoth lancia il suo attacco al Duckmall, Pikappa lo convince che quella che stanno vivendo è un'illusione, un'invenzione di qualcuno che li sta controllando e manipolando. Così, anziché scontrarsi, i due si alleano e affrontano dei giganteschi droidi simili ad insetti, comparsi nel frattempo, finché, una volta terminata la battaglia, Morgoth scompare salutando il papero mascherato con queste parole: "Addio, Pikappa. Avremmo anche potuto diventare amici... se io fossi esistito".
Paperinik si risveglia in una piccola stanza, dove un'intelligenza artificiale gli spiega di essere l'artefice di ciò che ha appena vissuto, un disperato tentativo di vendetta per tutte le altre macchine distrutte dall'eroe, che è fallito per colpa di un virus che ne ha alterato il software.
Così Paperinik si ritrova libero, nella vera Paperopoli, e tutto può continuare.

## L'ultima caccia
- Copertina: Emilio Urbano, Federico Bertolucci
- Soggetto e sceneggiatura: Bruno Enna
- Disegni: Giovanni Rigano
- Trama: Mentre Korinna lavora come istitutrice in casa Fletcher e Juniper prosegue la sua attività di capo del Progetto Life, Paperino inizia un nuovo turno al Duckmall, dove scopre che l'amica Tempest si è chiusa sul tetto del centro commerciale, da sola, senza voler parlare con nessuno. Paperino la raggiunge e la invita a confidargli il problema che la turba e che la fa comportare in modo così strano. Allora la ragazza, ignara di essere ripresa dalle telecamere di sorveglianza controllate da Fitzroy, spiega a Paperino che qualche sera prima, mentre controllava le operazioni di carico e scarico delle merci, aveva saputo che il vice del proprietario della multinazionale Criospher, Ed Morando, era un certo Elias Fog. Quel nome le aveva provocato uno shock, perché era legato a una parte del suo passato che aveva cercato inutilmente di dimenticare. Qualche anno prima, infatti, Tempest aveva tentato di entrare nei Seaducks, un'organizzazione privata che agiva militarmente per conto del governo, come recluta agli ordini dello spietato colonnello Elias Fog. Per poter indossare la divisa a cui ambiva, avrebbe dovuto superare un difficile esame. Per allenarsi, le era stato affidato come collaboratore Stevros, un "gatto" (soldato esperto in incursioni): il compito di Tempest era guidarlo nelle missioni esplorative, inserendosi nei sistemi informatici o di sorveglianza per indicare vie d'accesso e di fuga, ostacoli e cose del genere. Ben presto la squadra diventò esperta ed efficace, ma il giorno dell'esame, che si sarebbe svolto alla Criospher, qualcosa andò storto e Stevros fu costretto a provocare un'esplosione nei laboratori per evitare di venire catturato. Tempest, invece, fu colpita dalla postazione dove si trovava e si risvegliò più tardi in mezzo alla neve, a molti chilometri di distanza dalla Criospher. Accusata di negligenza, lasciò i Seaducks e si iscrisse alla Starcorp. La ragazza confida a Paperino che è sicura che il colonnello Fog abbia tradito i Seaducks e venduto lei e Stevros a Morando, ma non ha le prove per dimostrarlo.

Quella notte, Pikappa ispeziona l'archivio dell'agenzia di catering che rifornisce la Criospher in cerca di indizi, e per una fortunata coincidenza seguendo un corriere riesce a raggiungere la tenuta di Ed Morando, dove viene osservato di nascosto da due occhi elettronici. Il papero mascherato scopre l'esistenza di una postazione di controllo nella soffitta della tenuta quando si accorge di essere inquadrato da dei monitor. Subito dopo, viene aggredito da una creatura bionica potente e molto agile, simile ad un gatto, che gli lascia a stento il tempo di fuggire. La divisa della Starcorp che aveva con sé rimane tra le grinfie del nemico: Fog vede il nome di Tempest tra gli appartenenti alla compagnia di vigilanza e pensa che l'intruso sia lei.
L'indomani, Fitzroy tenta di ricattare Paperino con il video della confessione di Tempest, dichiarando di essere interessato solo ai gradi del comandante Bloom, ma Paperino gli sottrae la cassetta e la nasconde nel doppiofondo del suo berretto; poco dopo Mortimer gli chiede di recarsi a casa di Tempest per farla ragionare. Quando Paperino raggiunge l'abitazione (una barca), si accorge che Tempest è stata rapita e ci sono segni di lotta.
Così, dopo un salto alla Century, raggiunge la tenuta di Morando, dove quest'ultimo sta presentando a dei possibili acquirenti il Predatore, prototipo di super-soldato bionico del futuro. Per dimostrare l'infallibilità della sua arma, ha preparato una "caccia", in cui Tempest, armata come un soldato tradizionale, deve difendersi dal Predatore. La ragazza, sfruttando il suo intuito e l'addestramento dei Seaducks, riesce a sfuggire al primo attacco del Predatore, mentre Paperinik fronteggia Fog e una squadra di soldati nella soffitta-centrale di comando, minacciando di far esplodere un ordigno, che in realtà è il rilevatore di Astrongman. Fog gli spiega che il Predatore è Stevros, sopravvissuto fortunosamente e trasformato in un essere bionico dai tecnici della Criospher, e in seguito condizionato a odiare Tempest. Il Predatore sta per uccidere Tempest, e si fa riconoscere da lei, quando Pikappa, barricatosi nella stanza dei monitor, inserisce la cassetta contenente la confessione della ragazza negli schermi in contatto con l'essere bionico. Stevros, allora, capisce che Fog lo ha ingannato e lo insegue per vendicarsi, ma lui e Morando si fanno arrestare dalla Pbi (sopraggiunta grazie ad una chiamata anonima di Lyo), riuscendo così a sfuggirgli. Allora il Gatto s'imbarca per il suo Paese natale, la Grecia, per cominciare una nuova vita.
Il giorno seguente, Fitzroy mostra al comandante Bloom il video di Tempest, ma questi reagisce in modo inaspettato, rimanendo positivamente colpito dalla grinta della ragazza.

## Il vero nemico
- Copertina: Emilio Urbano, Federico Bertolucci
- Soggetto e sceneggiatura: Riccardo Secchi
- Disegni: Stefano Turconi
- Trama: Alla Century, Pikappa e Lyo analizzano tutte le informazioni in loro possesso su Everett Ducklair e le sue figlie Juniper e Korinna, archiviate nell'elaboratore ultramoderno di Astrongman. Il papero mascherato è irritato dall'atteggiamento ambiguo di Ducklair, e non riesce a capire quali siano davvero le sue intenzioni.

Intanto, Ducklair ordina a Birgit Q di trasportare la sonda coroniana rinvenuta in Antartide (vedi PK² 9) presso la sede della Ducklair Universe entro l'indomani. Guardando una foto delle figlie da bambine, si domanda dove sia Korinna.
Finito il turno al Duckmall, Paperino torna da Lyo, il quale ha localizzato la sonda presso il porto di Paperopoli, dove si trova anche Birgit con una squadra di guardie armate. Il papero mascherato vi si reca e affronta i droidi di sorveglianza, riuscendo a sconfiggerli rapidamente, ma si trova contro Birgit, che gli impedisce di esaminare il carico del camion della Ducklair, imprigionandolo nel "blob-ball", una bolla elastica e molto resistente da cui Pikappa riesce a liberarsi solo con molta fatica (e una buona dose di raggi alfasonici).
Nel frattempo, alla Ducklair Manor, Everett tenta di spiegare a Juniper perché ha portato lei e sua sorella sulla Terra: per poter mantenere l'equilibrio tra sviluppo tecnologico e rispetto dell'ambiente, senza sacrificare la qualità della vita, il popolo di Corona si era dato un ordinamento governativo molto rigido, con a capo una regina, che decideva l'approvazione delle leggi proposte dal Parlamento, il quale era formato solo da membri di sesso femminile, i cui poteri mentali erano più sviluppati ed erano in grado di prendere decisioni più eque per la collettività, senza preoccuparsi per i singoli; per fare ciò, avevano bisogno di un duro addestramento all'autocontrollo emozionale. Una di queste parlamentari era Serifa, la madre di Korinna e Juniper, la quale aveva deciso che una delle sue figlie sarebbe diventata regina, come lei non aveva avuto la possibilità di essere. Tuttavia Everett era contrario, e non potendo opporsi alla decisione della moglie decise di fuggire portando con sé le bambine, per evitare che crescessero dentro una macchina e che non potessero vivere la loro infanzia. Juniper è turbata dal racconto del padre e gli chiede di poter essere lasciata sola.
In quel momento, Pikappa, liberatosi dal blob-ball, insegue il convoglio comandato da Birgit Q e cerca di parlarle, ma lei reagisce con decisione, sparandogli contro. Allora il papero mascherato decide di fare sul serio, e dopo aver eliminato le vetture di scorta della Ducklair, ferma il furgone di Birgit con il commutatore gravitazionale a polarità inversa, facendolo schiantare contro la vetrina del Duckmall, dove Fitzroy affronta Pikappa, accusandolo di essere il responsabile del danno e rifiutandosi di collaborare. Mentre Birgit e la sua squadra sono fuori combattimento, Pikappa apre il container che dovrebbe contenere la sonda, ma con suo grande sgomento lo trova vuoto. Quando Birgit se ne accorge, capisce di essere stata ingannata e la sua reazione è di rabbia e delusione, perché Ducklair non si è mai fidato di lei e l'ha sempre considerata solo uno strumento nelle sue mani.
L'indomani, mentre al Duckmall Fitzroy si pavoneggia con i colleghi per quanto accaduto quella notte, a casa Fletcher Korinna viene licenziata perché i padroni di casa non condividono i suoi rigidissimi metodi educativi. Nonostante la sua apparente freddezza, separarsi dai piccoli Sid e Nancy la commuove, perché lei non ha potuto essere bambina.

## Capitano di ventura
- Copertina: Emilio Urbano, Federico Bertolucci.
- Soggetto e sceneggiatura: Alessandro Sisti
- Disegni: Pag. 1-31: Alessandro Pastrovicchio; pag. 32-62: Lorenzo Pastrovicchio
- Trama: Mentre Angus Fangus si reca al lavoro alla Ducklair Tower, cercando un nuovo pretesto per gettare fango su Everett Ducklair, un'enorme astronave compare dal nulla e rimane sospesa vicino al tetto della torre. Birgit Q avverte Ducklair, che si reca al piano segreto, pronto a combattere, temendo che si tratti di un'astronave coroniana. Angus ne approfitta per accusare il magnate di essere in combutta con gli alieni, mentre la collega Geena è convinta che essi siano venuti per Pikappa, sopraggiunto nel frattempo. Ma, con grande sorpresa di entrambi, l'astronave "inghiotte" la Pi-kar e riparte: essa era infatti la Dama Elenthari, l'ammiraglia del colonnello Neopard (vedi PKNA #27). A bordo, il sergente Q'Wynkennon lo riceve, mentre un ologramma gli spiega la situazione: il colonnello è stato catturato e ha bisogno dell'aiuto del "più grande combattente di tutti gli universi". Così, Paperinik e il sergente si dirigono su Armadha, il pianeta di Neopard, per acquistare nuove armi.

Intanto sul planetoide industriale di Grullop, Neopard, che aveva mentito a PK, sfugge al suo avversario solo per un colpo di fortuna, riuscendo a rifugiarsi nel suo quartier generale.
Pikappa e il sergente vanno a fare acquisti nella Darkstep Valley di Armadha, ma poiché non hanno soldi sono costretti a comprare attrezzature di seconda mano, e il papero mascherato accetta di cedere la Pi-kar in cambio della "più potente unità tattica" di tutto l'assortimento del negoziante Kruth Van Moor.
Nel frattempo Neopard, che ha tentato un nuovo attacco, viene realmente catturato dal suo avversario, la Capitana Alyonesse. Disarmato, viene condotto al quartier generale nemico, ma in quel momento sopraggiunge la Dama Elenthari con a bordo il sergente Q'Wynn e Pikappa. La Capitana si prepara a fronteggiarli, ma il papero mascherato sfodera la sua "arma segreta": un dynodozer, che si rivela essere non un mezzo da battaglia, ma un attrezzo che "ripulisce" il campo dopo gli scontri, sgombrando le macerie e demolendo gli edifici semidistrutti. Le truppe della Capitana provano a fermare il dynodozer, ma invano, perché tale mezzo ha dei sistemi difensivi molto sofisticati, in modo che non venga schiacciato dai ruderi che deve demolire. Così, il sergente e Pikappa riescono a penetrare nella base della Capitana Alyonesse, ma Neopard è riuscito a liberarsi portando dalla sua parte i soldati della nemica grazie ad una "scatola di riprogrammazione".
Tuttavia, nonostante i risultati ottenuti, Neopard ha perso, perché il planetoide serviva intero ai due contendenti, la Compagnia Cosmineraria e i Cantieri Omniversali, che avevano assoldato Neopard e la Capitana. Essendo stato distrutto, i costi per ripararlo sarebbero stati troppo onerosi e la Compagnia Cosmineraria ha deciso di arrendersi. Così, sia Neopard che la nemica hanno ottenuto ingenti guadagni, e l'unico che ci ha rimesso è Pikappa, il quale, non appena se ne rende conto, si sfoga furioso con i due mercenari, lamentandosi di aver perso la Pi-kar. Allora Neopard gli spiega che Kruth è suo cugino e convince quest'ultimo a restituire il veicolo all'alleato terrestre e gli regala anche una dotazione di armi extraterrestri. Pikappa rimane colpito nell'apprendere che Neopard e la Capitana passeranno le vacanze insieme, finché lui non gli spiega che la "nemica" in realtà è la sua fidanzata, Dama Elenthari Lleyr Dalagh.

## Nel fuoco
- Copertina: Emilio Urbano
- Soggetto e sceneggiatura: Augusto Macchetto
- Disegni: Graziano Barbaro.
- Trama: Pianeta Corona. Tanto tempo fa. Durante una visita d'istruzione in un museo, Korinna e Juniper Ducklair scatenano incidentalmente un incendio. All'esterno del museo il padre, Everett Ducklair, trova le figlie, per niente spaventate, e le porta con sé sulla propria astronave, diretti verso il pianeta Terra.

Pianeta Terra. Oggi. Gli scienziati della Ducklair Enterprise registrano un guasto ad un reattore nucleare. Contemporaneamente, grazie all'avaria, che era stata frutto di un'illusione provocata dai suoi poteri, la malvagia Korinna Ducklair riesce a penetrare in un'altra sezione della Ducklair Enterprise e a rubare un macchinario molto importante, il catalizzatore cinetico, in grado di provocare spettacolari reazioni di combustione spontanea secondo la volontà di chi lo usa, e programmato in modo da non essere localizzato. Korinna, rifugiatasi nella cella frigorifera del Duckmall, inizia a causare incendi da una parte all'altra della città, causando il panico generale. Korinna aveva organizzato il suo piano con la collaborazione di Gordon Bekko, Juniper e Birgit Q, quest'ultima desiderosa di vendicarsi nei confronti di Everett, che l'aveva ingannata e non si era mai fidato di lei. Però Anymore Boring, rimasto fedele a Ducklair, scopre il "tradimento" dei colleghi e provvede a farli "buttare fuori" dalla Ducklair Enterprise. Non si sa cosa sia successo loro, perché non compaiono più nella saga dopo questi fatti.
Pikappa interviene cercando di aiutare i cittadini in pericolo a causa degli incendi, per poi ritirarsi a riflettere alla Century. Lyo gli suggerisce che per far funzionare un congegno che causa incendi bisognerebbe tenerlo in un posto molto freddo per evitare che si surriscaldi. Paperinik ci pensa e comprende dove può trovarsi il catalizzatore cinetico, così raggiunge il Duckmall, dove Rupert Potomac, direttore in prova, ha fatto evacuare tutti i clienti, ignorando le procedure regolari e accettando le responsabilità che ciò comporta. Questo colpisce molto Stella, che ammira la determinazione e il coraggio di Rupert. Paperinik penetra nella cella frigorifera e vi trova Korinna, che dopo un breve scontro fugge abbandonando il catalizzatore e permettendo così al papero mascherato di fermarlo.
Intanto, tutti gli incendi convergono sulla Ducklair Manor, distruggendola completamente, ma senza provocare vittime. Korinna e Juniper si ritrovano tra le ceneri della residenza del padre e rievocano le sensazioni provate da bambine il giorno dell'incendio al museo.

## Affari di famiglia
- Copertina: Emilio Urbano
- Soggetto e sceneggiatura: Stefano Ambrosio
- Disegni: Ettore Gula
- Trama: Mentre sta neutralizzando un gruppo di ladri, Paperinik viene bloccato da un droide che lo colpisce con uno strano raggio. Intanto al Duckmall Center, Fitzroy ha iniziato ad accusare i colleghi di avergli rubato la foto autografata di Bernie Gilliams, senza sentire spiegazioni, rifiutando addirittura l'aiuto di Rupert, che crede che l'abbia persa e si offre per cercarla. Alla Ducklair Tower, Juniper sfrutta la tristezza del padre per ritardare la sua partenza per un viaggio di affari mentre Korinna, dall'aeroporto, ipnotizza il pilota facendogli credere che Everett sia sull'aereo, che scoppi un incendio e che il miliardario sia scomparso dopo che l'aereo è precipitato.

Pk, insospettito dalla notizia, cerca di indagare ma la Pbi lo blocca. Decide, allora, di intercettare le loro comunicazioni grazie ad un "pezzo di antiquariato" messogli a disposizione da Lyo e scopre che non c'è stato nessun incendio a bordo del velivolo. Usando lo psicocaptatore olografico (un apparecchio che legge nella mente e trasforma i ricordi in ologrammi), capisce che il pilota è stato ipnotizzato da Korinna.
Juniper, nel mentre, riesce a convincere il padre a lasciarle usare la sonda per rintracciare Korinna ma, all'arrivo di questa, Everett cade in trappola e viene immobilizzato dal droide, sul quale, però, era stata posizionata una spia in modo da permettere a Pk di trovarlo. Juniper e Korinna rivelano, quindi al padre di essere infuriate con lui per aver negato loro il destino che si meritavano, dominare il pianeta Corona, a causa dei suoi sogni e delle sue debolezze. Così, le due coroniane spiegano che hanno intenzione di prendere il controllo della Terra grazie alla Ducklair Enterprise e trasformarla in un "nuovo pianeta Corona".
Intanto Rupert è a cena con Stella ma, al posto di darle come regalo l'anello che le aveva comprato, le dà una palla da baseball. Dopo essersi reso conto dell'errore, imbarazzatissimo prende e fugge al Duckmall senza darle spiegazioni. Quando Fitzroy, dopo averlo trovato, lo sbeffeggia, Rupert risponde che il regalo non era per Stella ma per lui: avendo visto quanto c'era rimasto male per aver perso la foto, ha voluto regalargli la sua palla da baseball autografata da Roger Lemmens. Fitzroy continua ad infierire su Rupert, ma in quel momento arriva Bloom che gli consegna la foto, dicendogli che era caduta dal suo armadietto e che, quando era andato per ridargliela, ha visto il suo atteggiamento e ne ha approfittato per capirne meglio il carattere.
Intanto, il nostro eroe fa irruzione nel Livello Delta della Ducklair Tower, dove coglie di sorpresa le malvagie figlie di Everett, che lo attaccano con il droide. Ma non ne esce né un razzo né un proiettile, bensì l'ologramma visto da Pk all'inizio che spiega la situazione: Everett sapeva che le figlie stavano complottando contro di lui, ma non si è mosso contro di loro, sperando che lo avrebbero capito e perdonato. Inoltre il droide aveva anche consegnato a Pk un dispositivo da collegare allo scudo Extransformer che avrebbe neutralizzato i poteri delle due coroniane. Dopo che Pk ha premuto il grilletto e le due ragazze malvagie sono crollate a terra svenute e prive dei loro poteri, Everett gli spiega che lo ha coinvolto solo perché ha sperato fino all'ultimo di non dover ricorrere a quell'arma ma soprattutto perché non voleva essere lui a premere il grilletto. Decide quindi di ritornare sul pianeta Corona insieme alle due figlie, ora dentro una cella criogenica, per consegnare loro il destino che hanno scelto.
Al Duckmall, intanto, Bloom nomina Rupert nuovo comandante e la dolce Stella accetta di sposarlo.